# Diadegma angulator
Diadegma angulator är en stekelart som först beskrevs av Aubert 1963.  Diadegma angulator ingår i släktet Diadegma och familjen brokparasitsteklar. Inga underarter finns listade i Catalogue of Life.